# Разіне (Житомирський район)
Ра́зіне — село в Україні, у Житомирському районі Житомирської області. Входить до складу Романівської селищної громади. Населення — 347 осіб.

## Історія
Село утворене 29.06.1960 року.

## Загальний опис
В селі діють
- Залізнична станція Разіне на лінії Козятин — Шепетівка, яка до 1933 року носила назву Романів
- Нижній склад Баранівського надлісництва
- ПП "Романів Агро Транс"
- ПП "Моргун Комп"
- ФАП

Також в селі знаходилися склади Романівського, Биківського та Мар'янівського склозаводів.
У Разіному народився і виріс лауреат Шевченківської премії у літературі 2000 року Євген Володимирович Пашковський. У романі «Щоденний жезл» (1999) описується перебування й становлення класика української літератури в Разіному.

## Уродженці
- Борисенко Віталій Артурович (1997—2022) — головний сержант Збройних Сил України, учасник бойових дій, учасник російсько-української війни, загинув у ході російського вторгнення в Україну в 2022 році.
- Мазуркевич Мирослав Станіславович (1980—2022) — старший сержант Збройних Сил України, учасник російсько-української війни, загинув у ході російського вторгнення в Україну в 2022 році.